# República de Uryankhai
```
   |-
       |
Erro:
:  
valor não especificado para "
nome_comum
"

   |-
       | 
Erro:
:  
valor não especificado para "
continente
"
```

A República de Uryankhai (em chinês: 烏梁海共和國; em tuvano:  Урянхай) foi um estado nominalmente independente que se separou da Dinastia Qing da China durante a Revolução Xinhai. Foi proclamada como república em 1911 pelo movimento separatista tuvano e foi incentivada pelo Império Russo. Em 1 de dezembro de 1911, a Mongólia Exterior declarou independência da China Qing. Durante o resto de dezembro, bandos de Uriankhai começaram a saquear e queimar lojas de propriedade chinesa. 
Os nobres Uriankhai estavam divididos quanto ao curso de sua ação política. O governador de Uriankhai (amban-Noyon), Gombo-Dorzhu, defendeu tornar-se um protetorado da Rússia, esperando que os russos o nomeassem governador de Uriankhai. No entanto, os príncipes de dois outros kozhuuns (tuvano para "Estandarte") preferiram submeter-se ao novo estado da Mongólia Exterior sob o governo teocrático do líder espiritual budista Jebstundamba Khutukhtu de Urga. 
Implacável, Gombu-Dorzhu enviou uma petição ao Superintendente da Fronteira do Czar Russo em Usinsk, afirmando que ele havia sido escolhido como líder de um estado independente de Tannu Uriankhai. Ele pediu proteção e propôs que tropas russas fossem enviadas imediatamente para o país para evitar que a China restaurasse o seu domínio sobre a região. Não houve resposta – três meses antes, o Conselho de Ministros czarista tinha decidido uma política de absorção gradual e cautelosa de Uriankhai, encorajando a influência russa. O Conselho temia que uma acção precipitada da Rússia pudesse provocar a China.  O czar Nicolau II ordenou a entrada de tropas russas na República de Uryankhay em 1912, sob o pretexto de que migrantes russos teriam sido atacados.
Contudo, esta posição mudou como resultado da pressão dos círculos comerciais na Rússia para uma abordagem mais ativista. Além disso, uma petição patrocinada pela Rússia de dois Uriankhai khoshuuns no outono de 1913 solicitou que fossem aceitos como parte da Rússia. Outros Uriankhai khoshuuns logo seguiram o exemplo. Em 14 de abril de 1914, a República de Uryankhay tornou-se um protetorado russo como Krai de Uryankhay.  